# WSOF 14
WSOF 14: Ford vs. Shields é um evento de artes marciais mistas promovido pelo World Series of Fighting, é esperado para ocorrer em 11 de outubro de 2014 no Edmonton Expo Centre em Edmonton, Alberta. O evento será transmitido ao vivo na NBC Sports Network nos EUA, e na TSN2 no Canadá.

## Background
Ryan Ford é esperado para enfrentar o ex-Campeão Peso Médio do Strikeforce Jake Shields nesse evento.
Smealinho Rama e Derrick Mehmen iram lutar pelo Cinturão Peso Pesado Inaugural do WSOF.
Michael Hill era esperado para enfrentar Marcus Hicks no evento, no entanto, após Hicks falhar ao tentar bater o peso Hill não aceitou a luta em um peso casado.

## Card Oficial
^ a: Pelo Cinturão Peso Pesado Inaugural do WSOF.

## Ligações Externas
1. ↑  a[›]